# Karel Kaers
Karel Kaers (Vosselaar, 3 juni 1914 - Antwerpen, 20 december 1972) was een Belgisch wielrenner. In 1934 werd hij wereldkampioen wielrennen in Leipzig. Hij is de jongste wereldkampioen wielrennen ooit. In Frankrijk stond hij bekend als Le Phénomène (het fenomeen).

## Loopbaan

### Jeugdcategorieën
Bij de jeugd won Karel Kaers 118 wedstrijden. Als nieuweling won hij 31 van de 38 wedstrijden waaraan hij deelnam.
Hij was tijdens zijn amateurperiode een bedreven baanrenner en werd in 1931 en 1932 nationaal kampioen sprint bij de junioren.
Wanneer hij zich inschreef voor wielerwedstrijden moest hij steeds zijn paspoort laten zien, aangezien hij als 16-jarige al een zeer grote en sterk gebouwde jongeman was. In 1933 maakte hij als 19-jarige de overstap naar de onafhankelijken. Enkele maanden later werd Karel in het najaar van datzelfde jaar profrenner. Hij won meteen de wielerwedstrijden in Vosselaar en in Oostende. Omdat hij een begenadigd sprinter en hard labeur niet schuwde werd hij opgenomen voor de selectie van het wereldkampioenschap 1934 te Leipzig.

### Baanwielrennen
Karel Kaers zal altijd zeer bedreven zijn in het baanwielrennen, zowel bij de amateurs als bij de profrenners. Hij bouwde een uitgebreid palmares op, bestaande uit overwinningen tijdens onder meer de Zesdaagse van Parijs (1938), Zesdaagse van Londen (1939), Zesdaagse van Kopenhagen (1939) en Zesdaagse van Brussel (1940).

### Wegwielrennen

#### Wereldkampioenschap 1934
Een van zijn grootste zeges was het wereldkampioenschap wielrennen op het circuit Park von Scheibenholz (Leipzig) in 1934. Na een lange vlucht week Karel Kaers zeer hard af van zijn lijn in de laatste 300m, waarbij Laerco Guerra in de dranghekken geraakte. Hij werd er op twintigjarige leeftijd de jongste wereldkampioen wielrennen op de weg. Het podium werd vervolledigd door Gustave Danneels. Het wereldkampioenschap van 1934 telde overigens maar 26 deelnemers.
Bij zijn terugkomst in Vosselaar was er een officiële viering voorzien waarbij hij opgewacht werd door de burgemeesters van alle omliggende steden.

#### Belgisch kampioenschap 1937
De dag voor het Nationale Kampioenschap in 1937 logeerde Karel met enkele andere renners in een café waar de dochter van de cafébaas hem meteen in het oog sprong. Aangemoedigd door andere renners kon hij niet aan de verleiding van het vrouwelijk schoon weerstaan. Op de manier dachten ze zijn nachtrust te kunnen ontnemen.
Karel verscheen op 13 juni als topfavoriet aan de start van het Belgisch kampioenschap in Sint-Kruis (Brugge). Er ontstond een groep van 6 vluchters, met onder andere Karel Kaers, Sylvere Maes en Michel D'Hooghe. Tijdens de ontsnapping slaagde hij erin om de aanvallen te pareren. Karel won de wedstrijd met een voorsprong van twee lengten.

#### Ronde van Vlaanderen 1939
In 1939 won Karel de Ronde van Vlaanderen. Bij aanvang zag hij de Ronde als training en voorbereiding op Parijs-Roubaix. Hij had zijn wagen geparkeerd aan de Oude Kwaremont, met het gedacht om - eens daar aangekomen - uit de wedstrijd te stappen. Dit was buiten zijn ploegleider gerekend die de wagen verplaatst had zodat Karel de wedstrijd volledig moest uitrijden. Beseffende dat hij niet de volledige koers ging rijden plaatste Karel een demarrage en kwam hij met meer dan 1 minuut voorsprong boven op de Oude-Kwaremont. Toen Karel zijn auto nergens zag staan besloot hij de koers toch uit te rijden met een overwinning en de bergpremie op de Kwaremont tot gevolg.
Karel Kaers zou Parijs-Roubaix nooit winnen.

### Na zijn carrière
Na zijn carrière opende hij een wielercafé naast het Sportpaleis. Dit werd het stamcafé van menig wielerliefhebber. Hij had ook nog een tweedehands autohandel en ging als matchmaker te werk voor wielerzesdaagses. Zo bleef hij ook na zijn carrière op de fiets, een persoon met status in de wielerwereld. Daarnaast hield hij zich in die jaren ook bezig met de opleiding van jonge renners, zoals bijvoorbeeld René Pijnen. Het begeleiden van renners heeft Karel Kaers tot aan zijn dood gedaan. Hij overleed aan een hersenbloeding op 58-jarige leeftijd.
Na zijn dood heeft de gemeente Vosselaar de Karel Kaerslaan naar hem vernoemd.

## Overwinningen en ereplaatsen
1930
- 1e in NK op de weg, nieuwelingen

1931
- 1e in NK baan, sprint, junioren

1932
- 1e in NK baan, sprint, junioren

1933
- 1e in Oostende
- 1e in Vosselaar

1934
- 3e in NK baan, sprint, profs
- 1e in WK op de weg, profs
- 1e in Ossendrecht, Sombreffe, Blankenberge, Ossendrecht en Zürich
- 1e in Antwerpen, Kontich en Turnhout

1935
- 1e in Acht van Chaam
- 3e in NK Baan, sprint, profs
- 1e in Grote 1-mei Prijs

1936
- 1e in Acht van Chaam
- 3e in NK baan, sprint, profs
- 1e in Antwerpen, Schaarbeek, Muizen en Baarle-Hertog
- 1e in zesdaagse van Parijs

1937
- 1e in Circuit de Paris
- 1e in Nationale Sluitingsprijs
- 1e in NK op de weg, profs
- 1e in Antwerpen,  Brasschaat en Zürich
- 1e in Grote 1-mei Prijs
- 3e in NK baan, sprint, profs

1938
- 1e in Acht van Chaam
- 1e in  criterium Brussel
- 1e in 1e etappe Parijs - St Etienne
- 1e in Wouw (Ned)

1939
- 1e in Ronde van Vlaanderen
- 1e in Criterium Torpedo (Dld)
- 1e in Luik
- 1e in NK baan, achtervolging, profs
- 3e in NK baan, sprint, profs
- 3e in Zesdaagse van Brussel
- 1e in Zesdaagse van Londen
- 1e in Zesdaagse van Kopenhagen
- 3e in Zesdaagse van Antwerpen

1940
- 1e in  criterium Brussel
- 1e in Mechelen
- 2e in NK baan, halve fond, profs
- 1e in Zesdaagse van Brussel

1941
- 1e in Namen
- 1e in Omloop der Vlaamse Gewesten
- 2e in NK baan, sprint, profs

1942
- 1e in Herentals, Hoboken, Kortrijk, Namen en Wakken
- 2e in NK baan, omnium, profs

1943
- 1e in Antwerpen, Herentals en Ougrée

1946
- 1e in Zürich (Zwi)

## Resultaten in voornaamste wedstrijden
| Jaar | Ronde van Vlaanderen | Parijs-Roubaix |  | WK op de weg |
| ---- | -------------------- | -------------- |  | ------------ |
| 1934 |                      |                |  | ↑            |
| 1936 |                      | 17e            |  |              |
| 1937 |                      |                |  | opgave       |
| 1938 |                      | 12e            |  |              |
| 1939 | ↑                    | 68e            |  |              |